# Arro
Arro település Franciaországban, Corse-du-Sud megyében. Lakosainak száma 80 fő (2022. január 1.). Arro Lopigna, Ambiegna, Arbori és Sari-d'Orcino községekkel határos.

## Népesség
A település népességének változása:
| Lakosok száma | 95   | 70   | 41   | 70   | 88   | 90   | 83   | 80   | 80   | 80   |
|               | 1968 | 1982 | 1990 | 2006 | 2013 | 2015 | 2017 | 2019 | 2020 | 2022 |